# 杨朱学说
杨朱学说是春秋戰國時代一顯學，以杨朱為代表，為道家激進派，充滿了个人主义、享樂主義。

## 簡介
楊朱主張「貴己」、「為我」。所謂「貴己」，是說「全性保真，不以物累形」，即順乎人類自然本性；「為我」則指行為應以個人出發，也就是主要是在提倡个人主义。他突破老子的清心寡欲，主張放縱自我以達到快樂的享樂主義，他反對墨家的兼愛及儒家的仁義主張，認為治國的大前提是「既不損己為人，亦不損人為己。」
楊朱發表思想時，各國諸侯為擴充王國領土而發動戰爭、驅策庶民以保王族利益，他認為這有違人性，非治天下之道。他說：「人人不損一毫，人人不利(取利于)天下，天下治也。」
楊朱的貴己說，以態度明顯但是手段溫和的自我中心主義，主張追求個人獨立的自然權利，衝擊當時的君權思想，实则是墨子功利主义、利他主义思想之外的又一反對专制学说，故孟子常把两者相提并论，称杨朱是「拔一毛以利天下而不為」，因而衍生出「一毛不拔」的成語。但孟子也說，「逃墨必歸於楊，逃楊必歸於儒」，簡稱「逃墨歸楊，逃楊歸儒」，所以許多後人詮釋，孟子認為「楊近墨遠」楊朱思想較接近於儒家思想。
杨朱不仅主张“一毛不拔”，还主张保护私产。政治上，杨朱主张自发秩序和无为而治。

## 评价
学者王中江认为杨朱思想不能简单理解为利己主义，而是一种人本主义思想。另一位学者马作武提出，杨朱思想是对当时君主制、等级制度和人身依附关系的反抗，以及认清专制制度对人的个体性的扼杀，杨朱的存在意味着中国古代出现过的个人主义的思想启蒙。

## 延伸閱讀
- 校友投稿|一毛不拔 (山东理工大学校友网) https://xy.sdut.edu.cn/2018/0531/c281a178427/page.htm （页面存档备份，存于）